# 클레브 공작부인

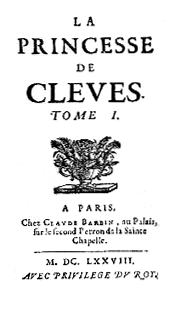

《클레브 공작 부인》(La Princesse de Clèves)은 라파예트 부인이 1678년 익명으로 발표한 소설로서 저자의 대표작이다. 프랑스 궁정을 배경으로 서로 순수하게 갈구하면서도 봉건윤리 하에 이루어질 수 없는 사랑과 번민을 섬세한 심리묘사로 그리고 있다. 최초의 프랑스 문학 중 하나이며 프랑스 심리 소설의 원천이 되는 작품으로 꼽힌다.

## 줄거리
이야기는 앙리 2세 시대를 배경으로 하고 있다. 아버지를 일찍 잃고 정숙한 어머니 밑에서 자라난 16세의 아름다운 소녀 샤르트르는 어머니의 권유로 클레브 공작과 애정없는 결혼을 한다. 공작 부인이 된 샤르트르는 루브르 궁전에서 열린 무도회에서 아름다운 청년 느무르 공작을 만나 그에게 마음이 끌린다. 공작 부인은 병상의 어머니에게 자신의 마음을 털어놓지만 어머니는 딸에게 아내로서의 의무를 다할 것을 강조하며 세상을 떠난다. 공작 부인은 흔들리는 마음을 다잡기 위해 느무르 공작을 피하려 하지만 자신의 초상화를 훔치는 느무르 공작을 묵인하는 등 은연 중에 그에 대한 호감을 드러낸다. 한편 공작 부인은 궁정 생활을 피하려는 자신을 이상하게 여기는 남편의 앞에서 아내로서의 충실함을 증명하기 위해 자신의 마음을 고백한다. 아내를 사랑하고 있었던 클레브 공작은 질투심에 상대의 이름을 묻지만 공작 부인은 끝내 그 상대를 밝히지 않는다. 한편 우연히 부부의 대화를 엿듣게 된 느무르 공작은 친구에게 이 사실을 털어놓고 공작은 아내의 상대가 느무르 공작이 아닐까 의심한다. 클레브 공작은 느무르 공작이 저택에 숨어들어 아내와 만났다는 것을 알고 아내의 부정을 오해해 병석에 눕고 이윽고 세상을 떠나고 만다. 느무르 공작은 남편을 잃고 혼자 남은 공작 부인에게 구애하고 부인도 그에 대한 사랑을 인정하지만 그와의 결혼을 거부한 채 수녀원에 들어가 여생을 마친다.